# Sydney Harbour National Park
Sydney Harbour National Park är en nationalpark i Australien.   Den ligger i delstaten New South Wales, i den sydöstra delen av landet, 260 km nordost om huvudstaden Canberra. Sydney Harbour National Park ligger 66 meter över havet. Arean är 3,9 kvadratkilometer.